# أشرف علي (لاعب كريكت باكستاني)
أشرف علي (22 أبريل 1958 بلاهور في باكستان - ) (بالأردوية: اشرف علی)‏ (بالإنجليزية: اشرف علی)‏ هو لاعب كريكت باكستاني.

## وصلات خارجية
- أشرف علي (لاعب كريكت باكستاني) على موقع إي آس بي آن كريك إنفو (الإنجليزية)